# Clavelina simplex
Clavelina simplex är en sjöpungsart som beskrevs av Kott 2006. Clavelina simplex ingår i släktet Clavelina och familjen klungsjöpungar. Inga underarter finns listade i Catalogue of Life.